# Chiên-đà-la
Chiên-đà-la (tiếng Phạn: चांडाल, Caṇḍāla hoặc Cāṇḍālá, dạng nữ là Caṇḍālī, phiên âm phổ biến Chandala, chữ Hán: 旃荼羅) là một danh từ dùng để chỉ tầng lớp xã hội có địa vị thấp kém nhất trong chế độ đẳng cấp của người Hindu, những người được xem là "Không thể chạm đến" (bất xúc dân).

## Khái lược
Trong truyền thống Ấn Độ giáo, trật tự xã hội được phân thành 4 nhóm đẳng cấp theo thứ tự từ cao xuống thấp, gồm Bà-la-môn (tiếng Phạn: ब्राह्मण, Brāhmaṇa, Trí giả), Sát-đế-lị (tiếng Phạn: क्षत्रियः, Kṣatriya, Chiến binh), Phệ-xá (tiếng Phạn: वैश्य, Vaiśya, Bình dân) và Thủ-đà-la (tiếng Phạn: शूद्र, Śūdra, Hạ nhân). Ngoài 4 nhóm đẳng cấp này, còn một nhóm xã hội thứ 5, gọi là parityakta (tiếng Phạn: परित्यक्त), không được xếp vào 4 đẳng cấp, bị xem là tầng lớp hạ tiện, ô uế, không thể chạm đến. Tầng lớp Chiên-đà-la là một nhóm trong nhóm xã hội thứ 5 này.
Căn cứ theo giáo điển Yayur Véda (tiếng Phạn: यजुर्वेदः, Yajurveda), tầng lớp Chiên-đà-la được cho là hậu duệ của người đàn ông thuộc đẳng cấp thấp nhất Thủ-đà-la nhưng dám ăn nằm với nữ nhân thuộc đẳng cấp cao nhất Bà-la-môn. Họ bị xem là tầng lớp hạ tiện nhất, không được vào hệ thống đẳng cấp của xã hội Ấn Độ cổ đại, chỉ có thể được làm những nghề bị ghê tởm nhất như coi ngục, chôn người chết, quét dọn nhà vệ sinh, gánh phân, giết mổ gia súc, đâm thuê chém mướn... Họ bị xã hội ruồng rẫy, khinh rẻ, bị coi là bất xúc dân, tức là không được tiếp xúc, đụng chạm tới những người đẳng cấp khác. Bọn họ bị cấm bước vào đền thờ Ấn Độ giáo vì hình bóng của họ bị coi là sẽ làm ô uế tượng thần. Cao tăng thời Đông Tấn Pháp Hiển trong quyển Phật quốc ký cũng ghi nhận những người Chiên-đà-la chỉ được sống bên ngoài khu dân cư, khi đi trên đường, họ phải mang trên người những vật dụng có thể hình thấy hoặc có thể gây ra tiếng động, để những người thuộc tầng lớp đẳng cấp có thể nhận biết mà tránh được.
Trong các kinh sách Phật giáo Hán văn, khái niệm Chiên-đà-la được dịch nghĩa là Nghiêm xí (hừng hực dữ dội), Bạo lệ (tàn nhẫn dữ dội), Chấp ác, Hiểm ác, Chủ sát nhân, Trị cẩu nhân v.v... Mặc dù sử dụng khái niệm này, nhưng các kinh văn không sử dụng hàm ý miệt thị đẳng cấp như trong kinh điển Bà La Môn. Trong các bài giảng của mình, Thích-ca Mâu-ni dạy rằng sự tốt đẹp hay ti tiện của một con người được quyết định bởi những hành vi của người đó, chứ không phải là bởi xuất thân thuộc dòng dõi nào. Ví dụ: một người Chiên-đà-la làm nhiều việc thiện, sống có đạo đức thì sẽ đáng trọng hơn một người Bà-la-môn sống không có đạo đức. Ngài cũng từng thu nạp nhiều người thuộc tầng lớp thấp kém, kể cả Chiên-đà-la vào Tăng đoàn, dù điều này khiến nhiều người đương thời dè bỉu. Các đệ tử xuất gia của Ngài khi đi khất thực cũng không được phân biệt giàu nghèo sang hèn, dù người Bà-la-môn hay Chiên-đà-la cúng dường thì cũng đều đón nhận với sự trân trọng như nhau.